# 奈良県道202号畠田藤井線
奈良県道202号畠田藤井線（ならけんどう202ごう はたけだふじいせん）は、奈良県北葛城郡王寺町を通る一般県道である。

## 概要
北葛城郡王寺町畠田4丁目から北葛城郡王寺町元町2丁目に至る。

### 路線データ
- 起点：北葛城郡王寺町畠田4丁目（畠田4丁目交差点、国道168号交点、奈良県道14号桜井田原本王寺線終点）
- 終点：北葛城郡王寺町元町2丁目（元町2丁目交差点、国道25号交点）
- 総延長：2.0 km

## 地理

### 通過する自治体
- 奈良県
  - 北葛城郡王寺町

### 交差する道路
| 交差する道路                           | 交差する場所 | 交差する場所           |
| -------------------------------------- | ------------ | ---------------------- |
| 国道168号 奈良県道14号桜井田原本王寺線 | 畠田4丁目    | 畠田4丁目交差点 / 起点 |
| 国道25号                               | 元町2丁目    | 元町2丁目交差点 / 終点 |

### 沿線
- 王寺霊園
- 大和川